# William Greystoke, 2. Baron Greystoke
William Greystoke, 2. Baron Greystoke (auch de Greystoke oder de Greystock) (* 6. Januar 1321 in Grimthorpe; † 10. Juli 1359) war ein englischer Adliger, Militär und Politiker.

## Herkunft und Kindheit
William Greystoke entstammte der Familie Greystoke, einer Adelsfamilie mit Besitzungen in Cumberland, Yorkshire und Northumberland. Er war das einzige Kind von Ralph Greystoke und dessen Frau Alice de Audley. Er wurde am 6. Januar 1321 auf dem Familiensitz Grimthorpe in Yorkshire geboren und am gleichen Tag getauft. Sein Vater wurde 1321 zu einem Englischen Parlament geladen, womit er als Baron Greystoke gilt, starb aber bereits 1323. Somit wurde der junge William zum Erben der Familienbesitzungen und des Titels. Seine Mutter heiratete nach 1326 in zweiter Ehe Ralph Neville, 2. Baron Neville. Neville übernahm auch die Vormundschaft für Greystoke.

## Dienst als Militär und Politiker

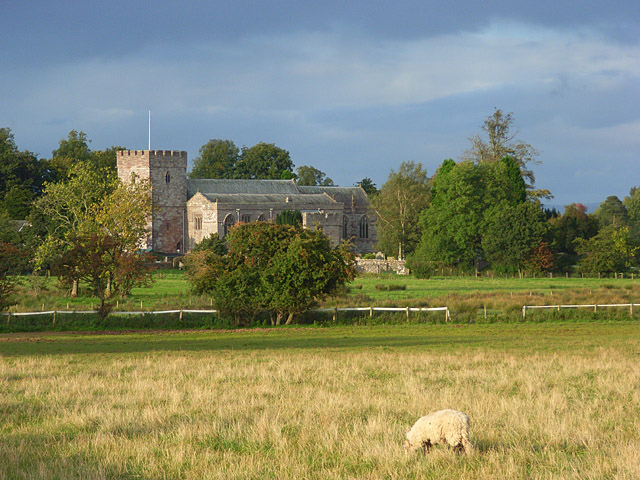
Die Kirche St Andrew’s in Greystoke, in der William Greystoke beigesetzt wurde

Nachdem Greystock 1342 volljährig geworden war, nahm er an mehreren Feldzügen während des Hundertjährigen Kriegs in Frankreich teil. Vermutlich gehörte er dem englischen Heer an, das von 1345 bis 1346 in der Gascogne operierte. Dann gehörte er dem englischen Heer an, das 1347 Calais belagerte. Vielleicht gehörte er zum Gefolge von Henry of Grosmont, 1. Duke of Lancaster, als dieser von 1351 bis 1352 an einer Preußenfahrt teilnahm. 1353 wurde er von König Eduard III. zu einer großen Ratsversammlung geladen, im gleichen und im folgenden Jahr gehörte er zu den englischen Unterhändlern, die mit schottischen Unterhändlern ergebnislose Verhandlungen über die Freilassung des seit 1346 in englischer Gefangenschaft befindlichen schottischen Königs David II. führten. Im September 1354 wurde er zum Kommandanten von Berwick, einer wichtigen Grenzstadt zu Schottland, ernannt. Als Greystoke im August 1355 an einem erneuten Feldzug in Frankreich teilnahm, wurde die Stadt aber von den Schotten erobert. Im Oktober 1353 hatte er die königliche Erlaubnis erhalten, den Familiensitz Greystoke zu befestigen. Nach dem Verlust von Berwick wurde er erst 1358 vom König begnadigt.

## Ehen und Nachkommen
Greystoke hatte in erster Ehe Lucy de Lucy, eine Tochter von Anthony Lucy, 1. Baron Lucy und dessen Frau Elizabeth geheiratet. Da die Ehe kinderlos blieb, plante Greystokes Stiefvater Ralph Neville bereits, die Besitzungen von Greystoke auf seinen eigenen, jüngsten Sohn William zu übertragen. Dieser sollte dann den Namen Greystoke und dessen Wappen annehmen. Greystoke heiratete aber nach dem Tod seiner ersten Frau um Oktober 1351 in zweiter Ehe Joan FitzHenry († 1403), die einzige Tochter von Sir Henry FitzHenry aus Ravensworth in Yorkshire und von dessen Frau Joan de Fourneux. Als diese 1353 Mutter eines Sohnes wurde, erübrigten sich die Pläne von Neville. Mit seiner zweiten Frau hatte Greystoke mindestens drei Söhne und eine Tochter, darunter:
- Ralph Greystoke, 3. Baron Greystoke (1353–1418)
- Alice Greystoke ⚭ Robert Harington, 3. Baron Harington

Nach seinem Tod wurde er in der Kirche von Greystoke beigesetzt. Sein Erbe wurde sein ältester Sohn Ralph. Nach seinem Tod heiratete seine Witwe vor dem 29. April 1366 Anthony de Lucy, 3. Baron Lucy. Nach dessen Tod 1368 heiratete sie vor dem 6. Mai 1378 in dritter Ehe Sir Matthew Redman († um 1390) aus Levens in Westmorland.